# Bartosz Bereszyński
Bartosz Bereszyński (Poznań, Polònia, 17 de juliol de 1992) és un futbolista internacional polonès que juga com a defensa a la UC Sampdoria de la Serie A italiana.

## Carrera
Nascut a Poznań, Bereszyński jugava a les categories inferiors del TPS Winogrady Poznań, del Poznaniak Poznań, del KS Warta Poznań i del KKS Lech Poznań. El 2008 va jugar pes primera vegada com a titular amb el Lech. El 2011 va ser cedit al Warta, jugant 21 partits amb el conjunt polonès que en aquell moment jugava a la segona divisió del país.
Bereszyński va ser fitxat pel Legia Varsòvia la temporada 2012, i l'any següent va debutar amb l'equip a la UEFA Europa League. El 2014, va ser expulsat en l'última ronda de la fase classificatòria de la UEFA Champions League, quedant suspès pels següents 3 partits europeus.
Al gener del 2017, després de nombroses especulacions, es va fer oficial el seu traspàs a la UC Sampdoria.

## Palmarès
Lech Poznań
- Ekstraklasa (1): 2009-10

Legia Varsòvia
- Ekstraklasa (4): 2012-13, 2013-14, 2015-16, 2016-17
- Copa de Polonia (3): 2012-13, 2014-15, 2015-16

SSC Napoli
- Serie A (1): 2022-23[4]